# Киттель, Фердинанд
Фердинанд Киттель (нем. Ferdinand Kittel, канн. ಫರ್ಡಿನ್ಯಾಂಡ್ ಕಿಟ್ಟೆಲ್, 7 апреля 1832, Рестерхафе, Восточная Фризия — 18 декабря 1903, Тюбинген) — протестантский миссионер в Индии, работавший в южном штате Карнатака, в городах Мангалор, Мадикери и Дхарвад. 
Фердинанд Киттель прежде всего известен как исследователь языка каннада. Он составил первый каннада-английский словарь, который и сейчас является важным источником для изучения языка каннада. Хотя начиная с X века самими индусами было составлено много словарей каннада, эти традиционные словари, как правило, игнорировали диалекты. Киттель при составлении своего словаря путешествовал по всей Карнатаке и общался с представителями разных регионов и социальных классов. Словарь Киттеля содержит семьдесят тысяч слов, в том числе большое количество диалектной лексики.
Помимо словаря, Киттель написал грамматику языка каннада. Кроме того, он писал стихи на этом языке.